# Hans Hollenstein

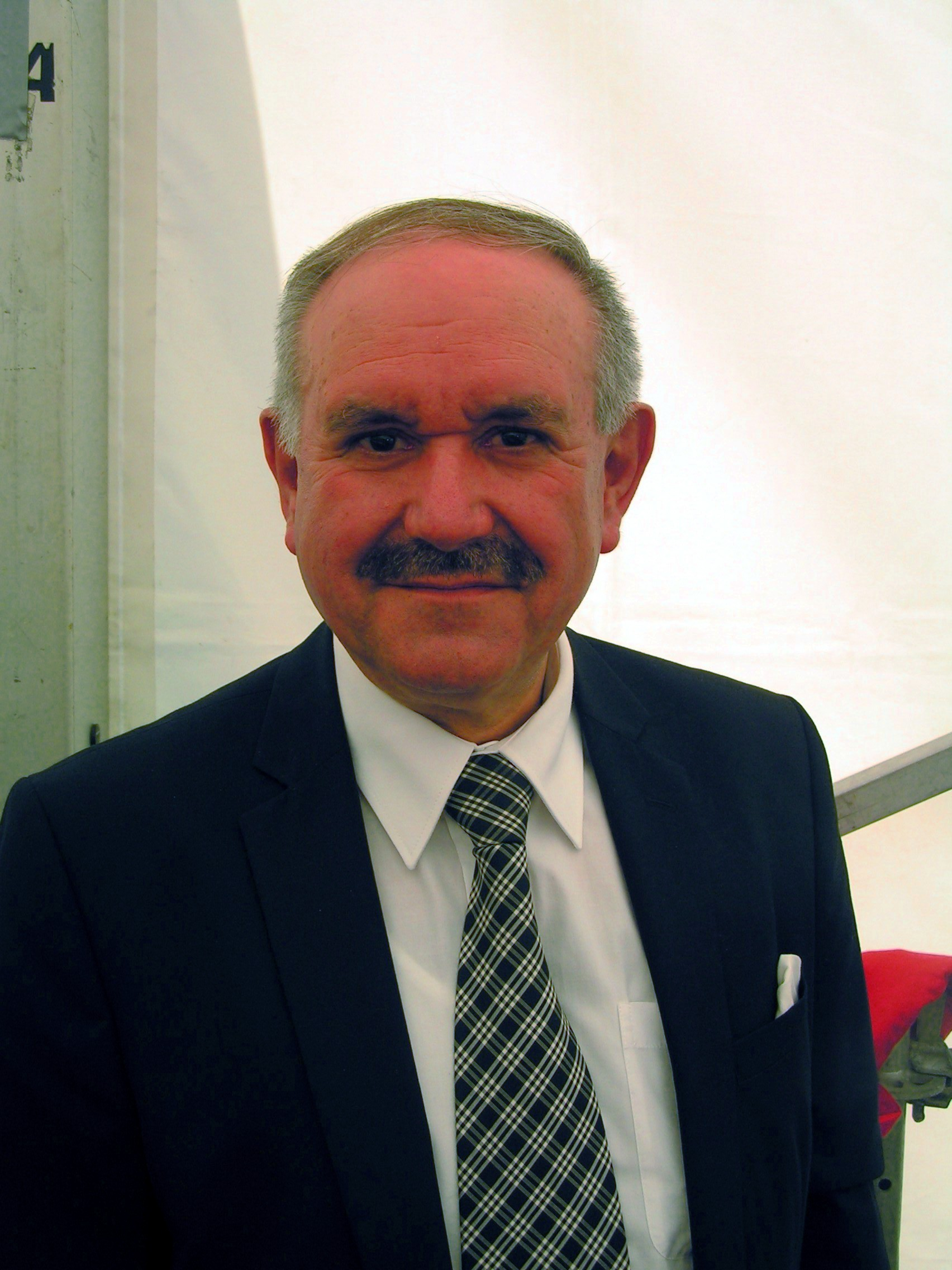
Hans Hollenstein (2010)

Hans Hollenstein (* 23. Februar 1949 in Winterthur) ist ein Schweizer Politiker (CVP).

## Beruf und Familie
Hans Hollenstein absolvierte eine Kaufmännische Berufslehre in Winterthur und studierte Wirtschaftswissenschaften an der Universität Bern. Er war Wissenschaftlicher Assistent an der Universität St. Gallen und wurde 1985 mit der Arbeit Spitzenmanager in der Schweiz: Herkunft, Ausbildung, Werdegang, Stellung in der Gesellschaft promoviert. Anschliessend war er Stabsmitarbeiter bei der Winterthur Versicherung. Von Oktober 2012 bis Ende 2019 war er Präsident der Eidgenössischen Postkommission PostCom. Auf ihn folgte Géraldine Savary.
Er lebt zusammen mit seiner Frau Margrit Hollenstein-Gerig und zwei Adoptivkindern in Winterthur-Wülflingen.

## Politik

### Stadtrat in Winterthur
Hollenstein war seit 1990 vollamtlicher Stadtrat von Winterthur.
In der Stadt Winterthur war Hollenstein für Sicherheit und Umwelt verantwortlich, also unter anderem für Polizei und Feuerwehr, den Zivilschutz, den Umweltschutz, den Gesundheitsbereich, das Arbeitslosenwesen und das Zivilstandsamt. Ausserdem führte er 2001 als Stellvertreter das verwaiste Schul- und Sportdepartement.
Hollenstein profilierte sich mit zwei Themen: Sicherheit – politische Gegner bezeichnen ihn als «Kifferjäger» – und Fluglärmverteilung rund um den Flughafen Zürich. Im Zusammenhang mit Letzterer präsidiert Hollenstein die Region Ost.

### Regierungsrat
2003 kandidierte Hollenstein erfolglos für einen Sitz im Regierungsrat des Kantons Zürich. Am 27. Februar 2005 stellte er sich nochmals für das gleiche Amt zur Verfügung, nachdem ihn seine Partei als Kandidat für die Nachfolge des bisherigen Finanzministers Christian Huber nominiert hatte. Da keiner der drei Kandidaten für den freien Sitz (Hollenstein, Toni Bortoluzzi – SVP, Ruth Genner – Grüne) das absolute Mehr erreichte, fand am 10. April 2005 ein zweiter Wahlgang statt, in dem Hollenstein den neuen Kandidaten der SVP, Bruno Heinzelmann, mit fast doppelt so vielen Stimmen deutlich schlug. Heinzelmann war an die Stelle des nicht mehr kandidierenden Bortoluzzi getreten, die Grünen verzichteten auf eine erneute Teilnahme.
Im Mai 2010 trat er das Amt des Präsidenten des Kantonalzürcher Regierungsrates für das Amtsjahr 2010/2011 an.
Bei den Regierungsratwahlen vom 3. April 2011 erreichte Hans Hollenstein zwar das absolute Mehr der Stimmen, wurde allerdings als Überzähliger nicht wiedergewählt.

## Ehrungen und Auszeichnungen
Hollenstein ist Mitglied der Oekonomia Zürich und Ehrenmitglied der katholischen Studentenverbindung AV Turicia Zürich im Schweizerischen Studentenverein (Schw. StV.).

## Schriften
- Spitzenmanager in der Schweiz: Herkunft, Ausbildung, Werdegang, Stellung in der Gesellschaft, Inaugural-Dissertation zur Erlangung der Würde eines Doctor rerum politicarum der Rechts- und Wirtschaftswissenschaftlichen Fakultät der Universität Bern; Bern: Haupt, 1987, ISBN 3-258-03866-X (Umfang 339 S.; 23 cm; Erstveröffentlichung als Dissertation, Universität Bern, 1985)
- Strategische Führung in der Verwaltung: ein Leitfaden für die Legislaturplanung, Bern: Haupt, 2001 (Umfang 169 S. : Ill., Reihe Arbeitspapiere zum Public Management, ISBN 3-258-06290-0)